# San-Bernardo-Archipel
Der San-Bernardo-Archipel, span. Archipiélago de San Bernardo, ist eine Inselgruppe im Karibischen Meer. Der Archipel besteht aus zehn Inseln, die alle zu Kolumbien gehören. Die Inseln liegen knapp 20 Kilometer vor der südamerikanischen Küste und ca. 80 Kilometer südwestlich der Stadt Cartagena. Der Archipel bildet zusammen mit den Islas del Rosario einen der 52 Naturparks Kolumbiens und ist von der Stadt Tolú aus mit dem Boot erreichbar. Administrativ gehört die Inselgruppe größtenteils zur Gemeinde Cartagena im Departamento de Bolívar. Nur die Insel Boquerón gehört zur Gemeinde San Onofre im Departamento de Sucre.
Die Gesamtfläche der Inseln beträgt 4,5 km² oder 450 Hektar; davon nimmt Tintipán (331,5 Hektar) fast drei Viertel (74 Prozent) ein.

## Inseln
- Boquerón
- Ceycén
- Cabruna
- Mangle
- Maravilla
- Múcura (36,7 Hektar)
- Palma
- Panda
- Santa Cruz del Islote
- Tintipán (331,5 Hektar)

Die mit Abstand größte Insel ist Tintipán. Der größte Teil der rund 1300 Einwohner des Archipels lebt jedoch auf der winzigen Insel Santa Cruz del Islote, eine der dichtest besiedelten Inseln der Erde. Auf einigen der Inseln, etwa Múcura und Tintipán, gibt es touristische Infrastruktur.